# Lucía Méndez
Lucía Leticia Méndez Pérez (León, 26 gennaio 1955) è un'attrice, cantante e imprenditrice messicana.

## Biografia
Ha partecipato da adolescente nel corso degli anni settanta ad alcune telenovelas con ruoli di supporto e ha preso parte contemporaneamente ad alcuni film sempre in ruoli secondari.
Successivamente le è stato offerto il suo primo ruolo da co-protagonista nella telenovela Mundos opuestos (1976). In seguito le viene assegnato il suo primo ruolo da protagonista assoluta nella telenovela Viviana (1978), con la quale inizierà ad assumere notorietà, non solo in America Latina ma anche negli Stati Uniti e in Europa. Altra storia di grande successo è Colorina (1980), e dopo aver girato Vanessa (1982), storia inconclusa per problemi legati alla produzione, torna al successo internazionale grazie a Cuore di pietra (Tú o nadie) (1985).
Sull'onda del successo gira Il ritorno di Diana (El extraño retorno de Diana Salazar) (1988), che continua a darle una notevole popolarità e quindi la meno fortunata Amor de nadie (1990). Ritorna alla fama mondiale grazie a Maddalena (Marielena) (1992) girata a Miami. Le sue ultime telenovelas che la vedono protagonista sono Señora tentación (1994), Tres veces Sofia (1998), e Golpe bajo (2000), ma che non riescono a bissare i successi ottenuti precedentemente.
Ha realizzato le sue ultime apparizioni con ruoli speciali nelle telenovelas Mi pecado (2009) ed Esperanza del corazón (2011), rivolta ad un pubblico giovane ed è anche apparsa in diverse serie televisive soprattutto negli ultimi anni sempre come special guest star.

## Vita privata
Lucía Méndez si è sposata due volte. Dal primo matrimonio è nato il suo unico figlio, un maschio.

## Filmografia

### Cinema

#### Film
- Cabalgando a la luna (1971)
- El hijo del pueblo (1972)
- El desconocido (1973)
- Juan Armenta el repatriado (1974)
- El ministro y yo (1975)
- Más negro que la noche (1975)
- Los hijos de Sánchez (1976)
- La ilegal (1977)
- Los renglones torcidos de Dios (1978)
- El maleficio los enviados del infierno (1979)

### Televisione

#### Telenovelas
- Muchacha italiana viene a casarse (1972)
- Cartas sin destino (1973)
- La tierra (1974)
- Paloma (1975)
- Mundos opuestos (1976)
- Viviana (Viviana) (1978)
- Colorina (Colorina) (1980)
- Vanessa (1982)
- Cuore di pietra (Tú o nadie) (1985)
- Il ritorno di Diana (El extraño retorno de Diana Salazar) (1988)
- Amor de nadie (1990)
- Maddalena (Marielena) (1992-1993)
- Señora tentación (1994)
- Tres veces Sofia (1998)
- Golpe bajo (2000)
- Mi pecado (2008)
- Esperanza del corazón (2012)

#### Miniserie e Serie Tv
- La maestra Méndez (1975)
- Esta noche es Lucía (1976)
- Confetti (1996)
- Amor sin maquillaje (2006)
- Amas de casa desesperadas (2007)
- Mujeres asesinas (2008)
- Tiempo final (2009)
- Llena de amor (2010)
- Como dice el dicho (2014)
- Las 13 esposas de Wilson Fernández (2018)

### Teatro

#### Opere
- Por un paraguas (1971)
- Nada de sexo que somos decentes (1972)
- El fantasma de la Opera (1975)
- No no por favor (1996)
- Un encuentro inesperado (2014)

## Doppiatrici italiane
Lucia Mendez, nelle versioni in italiano delle sue telenovelas, è doppiata da:
- Aurora Cancian in Viviana e Cuore di pietra
- Pinella Dragani in Colorina
- Franca De Stradis in Il ritorno di Diana
- Cristina Giolitti in Maddalena